# Football Club Boston
I Football Club Boston sono un club calcistico statunitense fondato nel 2015 a Waban (Massachusetts) sobborgo di Boston, partecipa attualmente alla United Soccer Leagues Premier Development League.